# Géza Böszörményi
Géza Böszörményi (* 2. Juni 1924 in Debrecen, Ungarn; † 21. August 2004 in Budapest) war ein ungarischer Regisseur, Drehbuchautor und Schauspieler.

## Leben
Géza Böszörményi wurde am 2. Juni 1924 in Debrecen, Ungarn geboren. Er erlernte zunächst den Beruf des Chemieingenieurs. 1948 wurde er von der ÁVH festgenommen und nach nur 10-minütigem Verhör interniert. Etwa 5 ½ Jahre war er in Haft, von 1950 bis 1953 im berüchtigten Zwangsarbeitslager Recsk. Diese Erfahrungen verarbeitete er in verschiedenen Dokumentationsfilmen sowie im Spielfilm Szökés (Flucht).
Nach Stalins Tod und Abschaffung der Zwangsarbeitslager kam er frei und arbeitete zunächst einige Jahre als Hilfsarbeiter, bevor er 1956 sein Studium wieder aufnahm.
Von 1964 bis 1968 studierte er an der Theater- und Filmhochschule in Ungarn. Sein erstes Drehbuch schrieb er zu dem Film seiner späteren Frau und Regisseurin Lívia Gyarmathy Kennen Sie Sunday-Monday?. Erst mit 46 Jahren begann er, selbst Regie zu führen.
Zusammen mit seiner Frau drehte er 1989 den preisgekrönten Dokumentationsfilm Recsk 1950-1953. Am 21. August 2004 starb er nach langer Krankheit im Alter von 81 Jahren in Budapest. Er war Vater der Regisseurin Zsuzsa Böszörményi.

## Filmografie
Als Schauspieler
- 1966: Apa
- 1967: Szevasz, Vera!
- 1969: Ismeri a szandi-mandit?
- 1969: Szemüvegség
- 1970: Die Besessenen (Érik a fény)
- 1972: A legszebb férfikor

Als Regisseur
- 1970: Illetlen fotók
- 1971: Madárkák
- 1974: Fahrschule (Autó)
- 1975: Az utolsó tánctanár
- 1982: Szívzür
- 1983: Hungarian Dracula
- 1987: Laura
- 1988: György Faludy, költö (Dokumentarfilm)
- 1989: Hol zsarnokság van (Dokumentarfilm)
- 1989: Recsk 1950-1953 (Dokumentarfilm)

Als Drehbuchautor
- 1969: Ismeri a szandi-mandit?
- 1971: Madárkák
- 1973: Álljon meg a menet!
- 1974: Fahrschule (Autó)
- 1975: Az utolsó tánctanár
- 1982: Szívzür
- 1985: Egy kicsit én, egy kicsit te
- 1987: Laura
- 1992: A csalás gyönyöre
- 1995: Vörös Colibri
- 1997: Szökés
- 2004: Mélyen örzött titkok

## Auszeichnungen
- 1989: Europäischer Filmpreis: Bester Dokumentarfilm (Recsk 1950-1053)
- 2000: Kossuth-Preis
- 2004: Magyar Mozgókép mestere